# Лангко, Дитрих

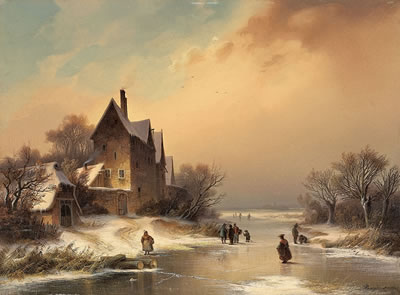
Зимний пейзаж с замëрзшей рекой

Дитрих Лангко (нем. Dietrich Langko; 1 июня 1819, Гамбург — 8 ноября 1896, Мюнхен) — немецкий художник. Писал свои картины в романтическом стиле.

## Жизнь и творчество
Д. Лангко родился в простой, небогатой семье. В Гамбурге учился на художника-декоратора. Так как он интересовался пейзажной живописью, то также по воскресеньям (из финансовых соображений) брал уроки художника-пейзажиста Якоба Генслера. В своей первой картине Д. Лангко изображает устье Эльбы. При помощи своего учителя Я. Генслера Д. Лангко добивается стипендии, позволившей ему поступить в мюнхенскую Академию изящных искусств. В 1840 году он вместе с другом, художником Вильгельмом Лихтенфельдом, приезжает в Мюнхен, где вскоре входит в круг мастеров, сформировавшийся вокруг другого гамбургского художника, Христиана Моргенштерна. Д. Лангко также подружился с Карлом Шпицвегом.
Вскоре художник вырабатывает свой собственный, особый стиль в живописи, как он сам признавался — под влиянием школы Альберта Циммермана в Эберсберге, которую Лангко посещает летом в течение нескольких лет подряд. Вскоре он становится членом мюнхенского Союза художников и участвует в его выставках. В 1851 году он совершает, совместно со Карлом Шпицвегом, Эдуардом Шлейхом и Карлом Эбертом учебную поездку в Париж. В 1869 году Эдуард Шлейх организует большую художественную выставку в мюнхенском Стеклянном дворце, в которой участвует и Д. Лангко, работы которого были особо отмечены критикой. В 1870 году художник, вместе с Карлом Эбертом, совершает учебную поездку в Нидерланды.
Главными темами для пейзажных полотен Д. Лангко были окрестности Мюнхена, Баварское нагорье, а также родные ему местности Северной Германии.

## Избранные полотна
- Восход солнца на озере Химзе
- Болото у Кёнигсдорфа
- Пикник на дороге к Талкирхену
- Лето на мхах Дахау'
- Пойма Изара
- Вечер на болоте Хаспел в Верхней Баварии
- Дубрава
- Болотный пейзаж
- Лунная ночь на Маасе у Додрехта